# Linum ucranicum
Linum ucranicum är en linväxtart som beskrevs av Vasilij Matvejevitj Tjernjajev och Leopold F. Gruner. Linum ucranicum ingår i släktet linsläktet, och familjen linväxter. Inga underarter finns listade i Catalogue of Life.